# Schizostachyum sanguineum
Schizostachyum sanguineum är en gräsart som beskrevs av W.P.Zhang. Schizostachyum sanguineum ingår i släktet Schizostachyum och familjen gräs. Inga underarter finns listade i Catalogue of Life.